# Ligota (Sieradz)
Pour les articles homonymes, voir Ligota.
Ligota est une localité polonaise de la gmina de Burzenin, située dans le powiat de Sieradz en voïvodie de Łódź.